# Flimmernäbbmus
Flimmernäbbmus eller Savis pygmé-näbbmus (Suncus etruscus) är en art i familjen näbbmöss. Tillsammans med trynfladdermusen (Craseonycteris thonglongyai) räknas den som minsta förekommande däggdjur på jorden.

## Utseende
Flimmernäbbmusen når en kroppslängd (huvud och bål) mellan 30 och 35 millimeter och därtill kommer en 21 till 32 millimeter lång svans. Vikten är ungefär två gram. Pälsens färg är gråbrun på ovansidan, ibland med inslag av rött, och ljusgrå på undersidan. Svansen har en mörkare ovansida. Kännetecknande är de korta bakre extremiteterna. Näbbmusens hjärta slår upp till 1 300 gånger per minut och den andas på samma tid cirka 300 gånger.
Liksom andra släktmedlemmar har flimmernäbbmusen vita tänder och fina hår på svansen.

## Utbredning
Utbredningsområdet ligger kring Medelhavet (Iberiska halvön, Italien, Balkan, norra Afrika och Mellanöstern), i södra och sydöstra Asien samt delvis i andra regioner av Afrika. Populationerna öster om Medelhavet är glest fördelade och små med undantag av en större population i och kring Myanmar. Exemplar på norra Madagaskar är introducerade. Flimmernäbbmusen lever i låglandet och i bergstrakter upp till 3 000 meter över havet.
Habitatet utgörs av gräsland, buskskogar, öppna skogar och steniga slänter. Arten besöker gärna olivträdsodlingar och trädgårdar med stenmurar som erbjuder gömställen. I områden med intensivt jordbruk, i täta skogar och på sanddyner saknas flimmernäbbmusen.

## Ekologi
Denna näbbmus är främst aktiv under tidiga morgonen. Den letar efter föda även på natten men sällan på dagen.
Varje individ lever ensam när honan inte är brunstig och de är då mycket aggressiva mot artfränder. Under striderna som varar i 4 till 7 sekunder biter individerna varandra. Hannar producerar en myskliknande vätska i sina körtlar som används för att markera revirets gränser. Hos några hannar blir svansens främre del under parningstiden tjockare. Det kan bero på ökad aktivitet av en körtel som finns där.
Födan utgörs av smådjur, till exempel insekter som hopprätvingar och kackerlackor eller spindeldjur. Ibland jagar näbbmusen djur som är större än näbbmusen själv, bland annat 100 mm långa ödlor. Arten undviker byten som har ett kemiskt försvar, till exempel majbaggar (Meloe). Även insekter med tjock ryggsköld lämnas ifred. Valet av bytet beror främst på villebrådets försvarsförmåga och inte på individens storlek. Födan som äts under en dag kan motsvara 1,3 gånger näbbmusens egen vikt.
Flimmernäbbmusen äter även matrester som människor lämnat efter sig.
Honan kan para sig flera gånger per år och föder efter dräktigheten som varar i cirka fyra veckor fyra till sex ungar. Honan uppsöker före ungarnas födelse en underjordisk hålighet som fodras med mjuk material. Efter ungefär tre veckor slutar honan att ge di. Medellivslängden i fångenskap är mellan 1,5 och 2,5 år. En studie från 1975 registrerade inga vilda levande exemplar som var äldre än ett år.
I Europa sker ingen fortplantning mellan slutet av oktober och slutet av februari. Exemplar i fångenskap hade sin första parning efter vintern. I genomsnitt har en hona i fångenskap 3,5 kullar per år och ibland upp till 6 kullar. Honor med ungar som känner sig irriterade bildar en formation liknande en gåsmarsch. Även äldre ungdjur går efter modern i samma formation under utflykter.
I spybollar av tornuggla, minervauggla och dvärguv hittades rester från exemplar av släktet Suncus (arten gick inte att bestämma). Två fynd är dokumenterade från magsäcken av vanlig genett respektive rödräv.

## Taxonomi
Arten har inga underarter men 18 beskrivna taxa listas som synonymer. Tidvis räknades Suncus fellowesgordoni från Sri Lanka, Suncus hosei från Borneo, Suncus madagascariensis från Madagaskar och Suncus malayanus från Malackahalvön som underarter. Enligt Mammal Species of the World (2005) är de godkända arter.

## Status
För beståndet är inga hot kända. Arten listas av IUCN som livskraftig (LC) och den är förtecknad i appendix III av Bernkonventionen.